# Iviraiva argentina
Iviraiva argentina là một loài nhện trong họ Hersiliidae.
Loài này thuộc chi Iviraiva. Iviraiva argentina được miêu tả năm 1942 bởi Cândido Firmino de Mello-Leitão.